# Фостер, Рональд
Рональд Мартин Фостер (3 октября 1896 — 2 февраля 1998) — математик Bell Labs, известный трудом по использованию электронных фильтров для линий телесвязи. Он опубликовал важный документ — «Теорема реактивов» (см. Теорема реактивов Фостера (англ. Foster's reactance theorem)), которая вскоре вдохновила Вильгельма Кауэра начать работу над его программой «фильтров синтеза сети (англ. Network synthesis filters)» и предоставить разработке фильтров математическую основу. Также он известен благодаря переписи Фостера симметричных графов в 90-вершинном кубическом симметричном графе Фостера.

## Образование
Фостер был выпускником Гарвардского колледжа, который окончил с отличием в 1917 году по специальности математика, получив диплом бакалавра. Он также получил два почётных звания доктора наук.

## Профессиональная карьера
- 1917—1943 годы — инженер-исследователь (прикладная математика) в отделе исследования и разработки (позже Bell Labs), AT&T Corporation, Нью-Йорк.
- 1943—1963 годы — Профессор и председатель отдела математики, Бруклинский политехнический институт, Бруклин, Нью-Йорк.

## Публикации
- Кэмпбелл Г. А., Фостер Р. М. «Интегралы Фурье для практического применения», «Технический журнал Bell System», pp 639—707, 1928. (Campbell, GA, Foster, RM, Fourier Integrals for Practical Applications, «Bell System Technical Journal», pp 639—707, 1928.)[5]
- Пирс Б. О., Фостер Р. М. «Краткая таблица интегралов», Четвёртое издание, Ginn and company, pp 1-189, 1956. (Pierce, BO, Foster, RM. «A Short Table of Integrals», Fourth Edition, Ginn and Company, pp 1-189, 1956.)

## Приложения
1. 1 2 3  Чешская национальная авторитетная база данных
2. ↑  Foster, R. M. «A reactance theorem», «Bell Systems Technical Journal», «Vol. 3», pp. 259—267, 1924.
3. ↑  E. Кауэр, W. Mathis, and R. Pauli, «Life and Work of Wilhelm Кауэр (1900—1945)», «Proceedings of the Fourteenth International Symposium of Mathematical Theory of Networks and Systems (MTNS2000)», Perpignan, June, 2000. Retrieved online Архивная копия от 8 июня 2011 на Wayback Machine 19th September 2008.
4. 1 2  «Foster The Census: R. M. foster’s Census of Connected Symmetric Trivalent Graphs», by Ronald M. Foster, I. Z. Bouwer, W. W. Chernoff, B. Monson and Z. Star (1988) ISBN 0-919611-19-2.
5. ↑  Lamond, J. K. Review: "Fourier Integrals for Practical Applications" by George A. Campbell and Ronald M. Foster (англ.) // Bull. Amer. Math. Soc. : journal. — 1932. — Vol. 38, no. 7. — P. 477. Архивировано 2 апреля 2015 года.